# Claude Perrault

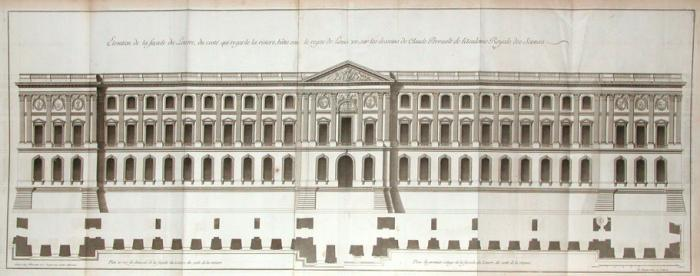
«Façana del palau del Louvre, de la banda que dona al riu, construït durant el regnat de Lluís XIV, sota el disseny de Claude Perrault», del llibre de Jean Mariette, gravat de l'Architecture françoise ou recueil des maisons royalles, de quelques églises de Paris et de châteaux et maisons de plaisance de France bâties nouvellement (1783)
.

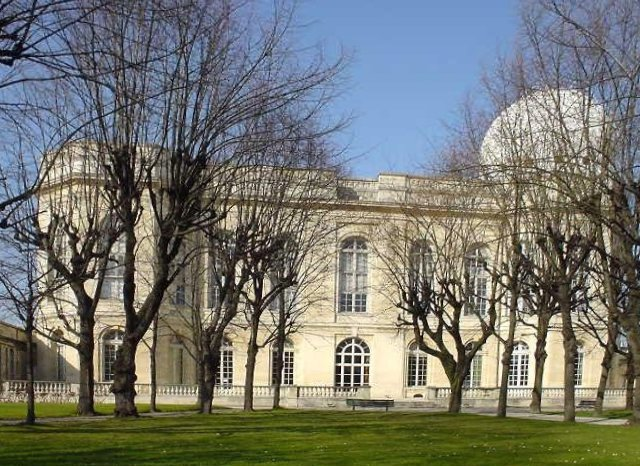
L'observatori de París, projecte de Claude Perrault

Claude Perrault (*París, 25 de setembre de 1613 - ibíd., 9 d'octubre de 1688) va ser un famós arquitecte, físic, mecànic, metge i naturalista francès, membre de l'Acadèmia de Ciències. Germà del també famós escriptor Charles Perrault, autor de contes tan coneguts como La caputxeta vermella, La ventafocs o La bella dorment.

## Obra

### Obra arquitectònica
Les seves obres arquitectòniques més destacades són: la columnata del Louvre; la capella de Nostra Senyora de Navona, a l'església dels Mínims; disposició dels cinc tipus de columnes, segons el mètode dels antics. Entre 1673 i 1677 va construir per al ministre Colbert el castell de Sceaux. També va dissenyar l'observatori astronòmic de París.
El 1673 va traduir del llatí al francès De architectura libri decem, els deu llibres sobre arquitectura de Vitruvi.
El castell Sceaux i el parc Sceaux estan situats a Sceaux, al departament d'Hauts-de-Seine (França). Claude Perrault, Le Brun, Le Nôtre… van ser els arquitectes d'aquesta magnífica mansió i els seus jardins, propietat de Colbert, el cèlebre ministre de finances de Lluís XIV.
La creació de la Reial Acadèmia d'Arquitectura el 1671 va tenir com a principal objectiu l'elaboració d'una doctrina global d'arquitectura que permetés explicar els fonaments dels treballs arquitectònics durant el regnat de Lluís XIV (1643-1715) i, sobretot, per preservar les línies generals per al seu període i la seva tradició. El debat doctrinal girava a l'entorn del text de Vitruvi, Els deu llibres d'arquitectura, únic tractat d'arquitectura de l'antiguitat que havia perdurat fins aleshores, però que calia analitzar més a fons, perquè hi havia alguns enigmàtics apartats del llibre que restaven encara per resoldre. La traducció d'en Perrault va refermar el seu prestigi intel·lectual, però no va acabar de satisfer els membres de l'Acadèmia.

### Obra científica
Quant als seus treballs científics destaquen: Assaig de física i La mecànica dels animals. L'obra naturalista de Perrault s'enquadra dins la filosofia cartesiana, molt estesa en la seva època, segons la qual, els animals podien ser considerats com màquines i llur òrgans com les peces d'engranatge que explicaven les funcions vitals. Això no obstant, Perrault era un cristià convençut, i es va negar a acceptar que aquestes màquines poguessin posar-se en marxa en absència d'una ànima que n'impulsés el moviment.